# 穆克特萨尔
穆克特萨尔（Muktsar），是印度旁遮普邦Muktsar县的一个城镇。总人口83099（2001年）。

## 人口
该地2001年总人口83099人，其中男性43977人，女性39122人；0—6岁人口10269人，其中男5739人，女4530人；识字率64.92%，其中男性为69.81%，女性为59.41%。